# Redécoupage des circonscriptions législatives françaises de 1852
Le redécoupage des circonscriptions législatives françaises de 1852 est le troisième découpage de la France en circonscriptions législatives. Il n'a été utilisé que pour les élections de 1852.

## Description
À la suite de son coup d'État du 2 décembre 1851, le président de la Deuxième République Louis-Napoléon Bonaparte fait voter la constitution du 14 janvier 1852 qui réinstaure le scrutin uninominal, dorénavant scrutin uninominal majoritaire à deux tours. Le redécoupage auquel il procède fait passer le nombre de députés de 750 en 1849 à 261.
Bonaparte, devenu l'empereur Napoléon III en décembre 1852, procède à un redécoupage important en vue des élections de 1857, bien que le nombre de députés n'augmente que peu.